# Prince (альбом)
| Оценки критиков               | Оценки критиков |
| Источник                      | Оценка          |
| ----------------------------- | --------------- |
| AllMusic                      | [ 1 ]           |
| Blender                       | [ 2 ]           |
| Robert Christgau              | B+              |
| Entertainment Weekly          | B–              |
| MusicHound                    | 4/5             |
| PrinceReviews.com             | [ 6 ]           |
| Q                             | [ 7 ]           |
| Rolling Stone                 | (положительно)  |
| The Rolling Stone Album Guide | [ 9 ]           |
| Smash Hits                    | 5/10            |

Prince — второй студийный альбом американского певца и композитора Принса, выпущенный 19 октября 1979 года на лейблах Warner Bros.
Диск получил положительные отзывы музыкальной критики и интернет-изданий. Prince достиг позиции № 22 в американском чарте Billboard 200. Альбом получил платиновый статус в США (более 1000000 копий).

## Об альбоме
Альбом был полностью написан и спродюсирован самим Принсом, кроме трека № 2, записанного с участием близкого друга и бас-гитариста Андрэ Симона. Альбом получил положительные отзывы музыкальных критиков и интернет-изданий; песню «I Wanna be Your Lover» называют первым большим хитом Принса.
В 1994 году Принс записал утяжелённую версию «Bambi» для неизданного альбома The Undertaker, планировавшегося как бесплатное приложение к изданию «Guitar Player».
19 октября 2019 года, в честь 40-летия альбома, была выпущена акустическая версия песни «I Feel for You».

## Отзывы
Роберт Кристгау в своей рецензии в книге Christgau’s Record Guide: Rock Albums of the Seventies (1981) написал: «Этот парень станет большой звездой, и он этого заслуживает — у него отличная линия. „Я хочу войти в тебя“ — это достаточно хорошо, но (в другой песне) простое „Меня физически тянет к тебе“ устанавливает новые стандарты „наивной“, победительной откровенности. Идея с уязвимым фальцетом подростка-мачо тоже очень хороша. Но он оставляет желать лучшего в отделе глубины чувств — ну, знаете, души».

## Список композиций
Слова и музыка всех песен — Принс.
| №  | Название                            | Длительность |
| -- | ----------------------------------- | ------------ |
| 1. | «I Wanna Be Your Lover»             | 5:49         |
| 2. | «Why You Wanna Treat Me So Bad?»    | 3:49         |
| 3. | «Sexy Dancer»                       | 4:18         |
| 4. | «When We're Dancing Close and Slow» | 5:23         |

| №  | Название               | Длительность |
| -- | ---------------------- | ------------ |
| 5. | «With You»             | 4:00         |
| 6. | «Bambi»                | 4:22         |
| 7. | «Still Waiting»        | 4:12         |
| 8. | «I Feel for You»       | 3:24         |
| 9. | «It's Gonna Be Lonely» | 5:27         |

## Позиции в хит-парадах
| Хит-парад (1979)                | Высшая позиция |
| ------------------------------- | -------------- |
| США (Billboard Top LPs & Tape)  | 22             |
| Хит-парад (2016)                | Высшая позиция |
| США (Billboard 200)             | 52             |
| Франция (SNEP)                  | 190            |
| Швейцария (Schweizer Hitparade) | 92             |

| Хит-парад (1980)                   | Позиция |
| ---------------------------------- | ------- |
| США (Billboard Top Popular Albums) | 65      |
| США (Billboard Top Soul Albums)    | 9       |

## Сертификации
| Регион                                                      | Сертификация | Продажи    |
| ----------------------------------------------------------- | ------------ | ---------- |
| Великобритания (BPI)                                        | Серебряный   | 60 000^    |
| США (RIAA)                                                  | Платиновый   | 1 000 000^ |
| Итого                                                       |              |            |
| Мир                                                         | —            | 1,700,000  |
| ^ Данные о тиражах приведены только на основе сертификации. |              |            |

## Синглы
- «I Wanna Be Your Lover» b/w «My Love is Forever» (US #11, US R&B #1, US Dance #2, UK #41)
- «Why You Wanna Treat Me So Bad?» b/w «Baby» (US R&B #13)
- «Still Waiting» b/w «Bambi» (US R&B #65)
- «Sexy Dancer» b/w «Bambi»/«Baby» (UK Only US Dance #2)